# イブニングドレス
イブニングドレス（英: evening dress）は、女性の夜間の正式な礼装。夜間（18時以降）の集会、観劇、舞踏会、晩餐会などで着用され、夜会服（やかいふく）とも訳されるノースリーブのドレスのことである。

## 概要
女性の夜の正装とされ、男性のテールコート(燕尾服)と対をなす。欧米では昼と夜の礼服が区別されており、これは、白人主流派の先進国であるアングロサクソン諸国では晩餐会、夜会、舞踏会、演奏会、演劇、オペラ、バレエ、ミュージカルの夜の時間が日本に比べて遅く、歴史・文化上細かな行事による服装上の区別が厳格であった経緯による。
ワンピース型の衣服で、スカート丈は踝までの総丈か、靴の爪先が完全に隠れる長さ、あるいはそれ以上の長さである。装飾性が高いドレスや舞踏会、また厳粛な行事などの場合は裾を床に長く引くこともある。
原則として袖は無いベアトップ・キャミソール・ホルターネックなどのデザインになっており、肩および背中と胸の上部を露出した（ノースリーブ）ものになっている。しかし、1987年のアメリカ大統領主催の日本国皇太子歓迎晩餐会に於けるナンシー夫人と美智子妃（当時）のイブニングドレスのように、晩餐会という夜の場で、同伴男性がタキシードという夜用礼服でも、長袖で襟が詰まっているイブニングドレスも有り、これは個人の好みや地域性、またデザインとして様々なバリエーションがある。
素材はサテンクレープ、カントンクレープ、タフタ、ジョーゼット、シフォンベルベット、ブロケード、オーガンジー、レースなど装飾性の高いものが用いられる。
首元はネックレスなどで装飾され、屋外の場合は薄手のストールやケープをはおることもある。
靴も金、銀革、繻子などの装飾性の高い色素材のもの、または服と共布の夜会靴が履かれる。
イブニングドレスでは肘上まである長い手袋(オペラグローブ)を着用するのが正式なマナーである。
ヨーロッパで最も格式高いダンス・パーティの一つであるオーパンバル(en:Vienna Opera Ball)と呼ばれる舞踏会では、女性は純白のイブニングドレスに白のオペラグローブの着用が義務付けられている。
ロングイブニングドレス（ヒール丈またはトレーン丈）が正礼装であり、セミイブニングドレスまたはディナードレス（踝丈またはヒール丈が正式）が準礼装である。それぞれ男性のホワイトタイ（燕尾服）、ブラックタイ（タキシード）に対する。

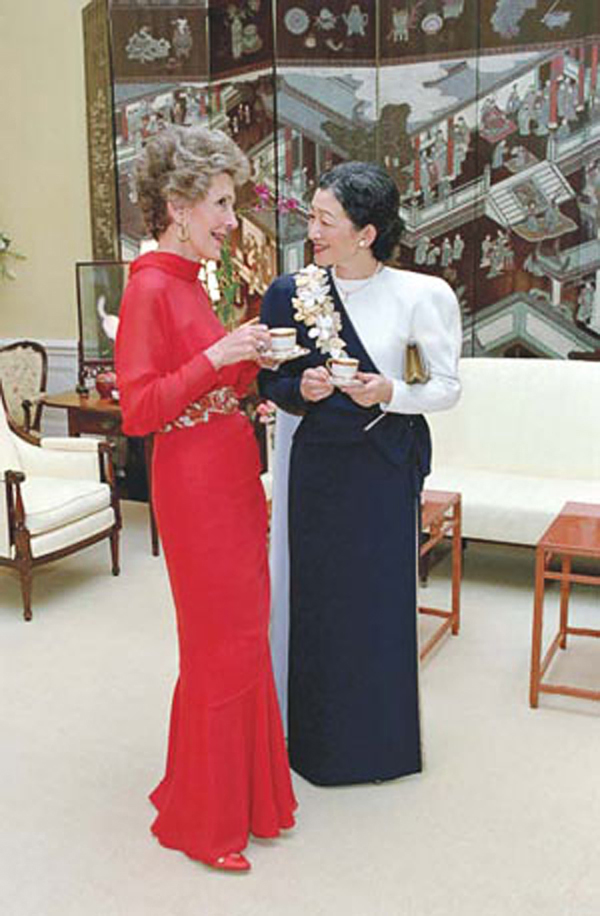
1987年の米大統領主催晩餐会。イブニングドレス姿の皇太子妃美智子と大統領夫人ナンシー・レーガン（当時）。